# Saint-Julien-les-Rosiers
Saint-Julien-les-Rosiers – miejscowość i gmina we Francji, w regionie Oksytania, w departamencie Gard.
Według danych na rok 1990 gminę zamieszkiwało 2325 osób, a gęstość zaludnienia wynosiła 166 osób/km² (wśród 1545 gmin Langwedocji-Roussillon Saint-Julien-les-Rosiers plasuje się na 161. miejscu pod względem liczby ludności, natomiast pod względem powierzchni na miejscu 568.).